# Rhein-Gymnasium
Das Rhein-Gymnasium ist ein staatlich anerkanntes Gymnasium in Köln-Mülheim. Ein Schwerpunkt der 1830 gegründeten Schule liegt im naturwissenschaftlich-sprachlichen Bereich.

## Geschichte
Die Schule wurde 1830 auf Initiative des Mülheimer Stadtrates und des zuständigen Landrates als Höhere Bürgerschule gegründet und war zunächst mit 25 Schülern im Haus Freiheitsstraße 70 untergebracht. 1836 musste wegen der hohen Schülerzahl dann ein erster Umzug ins Obergeschoss des Mülheimer Rathauses an der Wallstraße stattfinden. 1848 wurde daraus eine reine Jungenschule.
1865 erhielt die Schule den Rang einer Realschule II. Ordnung, und acht Jahre später 1873 wurde sie zur Realschule I. Ordnung. Ein abermaliger Umzug wegen Raummangel erfolgte 1870 in ein neues Gebäude in der Friedrich-Wilhelm-Straße. 1882 führte man die Bezeichnung Realgymnasium ein und über die Oberrealschule (1892) wurde aus der Schule nach und nach ein den übrigen humanistischen Kölner Gymnasien gleichberechtigtes Reformrealgymnasium (1905).
1912 teilte man auch aus finanziellen Erwägungen die Schule in ein Königliches Gymnasium (staatlich; dies wurde später zum heutigen Hölderlin-Gymnasium) und das weiter am Ort bestehende Reform- und Realgymnasium mit Realschule. Das Schulgebäude in der Adamstraße wurde im Zweiten Weltkrieg am 28. Oktober 1944 durch einen Luftangriff zerstört. Durch die Bildungsreform der 1950er Jahre wurde es ein mathematisch-naturwissenschaftliches Gymnasium, das 1954 in das jetzige Gebäude ziehen konnte, nachdem die Schüler zuvor im Gymnasium Schaurtestraße und im Mädchen-Gymnasium an der Genovevastraße unterrichtet worden waren.
Direktor ist seit Sommer 2017/2018 Marco Isermann (* 1971 in Krefeld).

## Gebäude
Die Schule steht auf einem Grundstück mit altem Baumbestand unmittelbar am Rhein. Neben zahlreichen Klassen- und Fachräumen beherbergt das Gebäude unter anderem eine für 400 Personen zugelassene Mehrzweckaula, in der regelmäßig Informations- und Kulturveranstaltungem stattfinden.
Auf dem Schulhof befinden sich zur aktiven Gestaltung der Pause diverse Tischtennisplatten und Sportplätze. Für die Schüler der Oberstufe gibt es die Cafeteria und einen Aufenthaltsraum. Seit November 2021 erhielt die Oberstufe einen eigenen Fachraum im Naturwissenschaft-Komplex, um dort in den Freistunden ungestört Lernen zu können. Dieses Angebot ist derzeit intern in der Testphase und wird, wenn keine Komplikationen auftreten, weiterhin aufrechterhalten.
Das Gebäude ist seit 2019 fast vollständig mit WLAN ausgestattet. Außerdem hat jeder Unterrichtsraum jeweils einen Beamer der Marke Epson sowie einen Apple TV erhalten. Die Lehrer wurden mit eigenen iPads; die Schülerschaft mit ausleihbaren iPad-Koffern unterstützt. Diese iPads sind vom Ministerium für Schule und Bildung des Landes Nordrhein-Westfalen gebrandet und demnach vor Diebstahl gesichert. Zusätzlich gilt seit der Corona-Pandemie das Bring-Your-Own-Device-System, wodurch Schüler ihre eigenen Tablets/Laptops mit zur Schule bringen dürfen, um mit diesen am Unterricht teilzunehmen.

## Pädagogisches Angebot
Die Schule ist drei- bis vierzügig und seit dem Schuljahr 2009/10 eine gebundene Ganztagsschule. Das Rhein-Gymnasium nimmt neben weiteren 30 ausgewählten Gymnasien aus ganz NRW am landesweiten Schulentwicklungsprojekt „Ganz In – mit Ganztag mehr Zukunft“ teil.
- Die erste Fremdsprache in Klasse 5 ist Englisch, später kann zwischen Französisch und Latein gewählt werden. In Klasse 8 kann als dritte Fremdsprache Latein und in Klasse 10 Italienisch gewählt werden.
- In der Gymnasialen Oberstufe wird seit 1995/96 neben Französisch und Englisch auch Italienisch unterrichtet. Wenige Jahre später entstanden drei Grundkurse Italienisch. Die Zahl ist heutzutage zurückgegangen, wird aber unterstützt von den Schülern des nahe gelegenen Genoveva-Gymnasium. Als Höhepunkt dieses Unterrichtszweiges gilt der Schüleraustausch mit der italienischen Stadt Lucca.
- Darüber hinaus werden ein naturwissenschaftliches Angebot in Form zusätzlicher Unterrichtsveranstaltungen sowie die künstlerisch-musische Bildung, der Rudersport und die Auseinandersetzung mit neuen Medien angeboten.
- Für den Sportunterricht stehen neben drei technisch modernen Multifunktions-Turnhallen mit Bodenheizung ein Fußballplatz, ein Bootshaus mit eigenen Booten und diverse Basketballplätze sowie Tischtennisplatten zur Verfügung. In unmittelbarer Nähe befindet sich das Genoveva-Schwimmbad.
- Der Musikunterricht findet in einem eigenen Trakt statt. Neben zwei Unterrichtsräumen stehen ein Keyboard-Studio und ein Musiksaal mit angepasster Akustik und zahlreichen Instrumenten, die den praktischen Unterricht mit den theoretischen Grundlagen ermöglichen, zur Verfügung. Neben der Chor-AG und einem Schulorchester werden weitere AGs angeboten, in denen die Schüler das Musizieren mit diversen Instrumenten lernen können.
- Das Rhein-Gymnasium bietet eine Theater-AG an. Unterstützt wird die Arbeitsgemeinschaft vom Schulorchester. Die Bühnenrequisiten entstehen mit Hilfe der freiwilligen Arbeit der Kunstkurse und der engagierten Eltern.

## Besonderheiten

### Lernzeitenkonzept
Im Zuge des Ganztags wurden die klassischen Hausaufgaben durch Wochenplanarbeit und eigenständige Übungsphasen ersetzt.
Für die Bearbeitung des Wochenplans steht den Schülern in jedem Hauptfach jeweils eine zusätzliche Stunde (Fachlernzeit) zur Verfügung. Ab der Jahrgangsstufe 8 findet die Lernzeit auf der Lernetage im Jahrgangsstufenverband statt.
In den Lernzeiten arbeiten die Schüler an ihren Wochenplan-Aufgaben und sie können bei auftretenden Problemen beim Fachlehrer nachfragen. In der Jahrgangsstufe 5 und 6 steht noch eine weitere pädagogische Ergänzungskraft zur Verfügung, so dass durch Differenzierung verstärkt individuell gefördert werden kann.

### i*lounge (ehem. Selbstlernzentrum)
Das damals errichtete Selbstlernzentrum war ein eigens angelegter Raum, der neben dem Informatikraum das Internet für alle Schüler kostenlos bereitstellte. Des Weiteren diente es als Bibliothek und war dadurch auch für Recherchen jeder Art geeignet. Das Selbstlernzentrum war mit fünfzehn Computern mit fester Internetanbindung (LAN) zum Recherchieren ausgestattet. Der Raum wurde von freiwilligen Schülern und engagierten Eltern und Lehrern gewartet und kontrolliert.
Nach einem umfassenden Renovierungsprojekt heißt das Selbstlernzentrum nun i*lounge. Dieser Name spielt an die Namensgebung des Technik-Konzerns Apple an und soll die Digitalisierung an der Schule symbolisieren. Die i*lounge verfügt weiterhin über Computer, durch die Renovierung hat der Raum jedoch eine offene Teilung, also Bereiche mit verschiebbaren Trennwänden, erhalten. Durch die Schaffung neuer Sitzgelegenheiten können außerdem deutlich mehr Schüler gleichzeitig arbeiten bzw. recherchieren.

### Nachmittagsbetreuung
Berufstätige Eltern haben die Möglichkeit, ihre Kinder an unterrichtsfreien Nachmittagen bis 15.45 Uhr an den von den Jugendzentren organisierten kostenpflichtigen Lern- und Betreuungszeiten in der Schule teilnehmen zu lassen. Dort erhalten die Kinder bei Bedarf die notwendige Unterstützung bei der Anfertigung von Wochenplanaufgaben und es werden zusätzliche Spielangebote gemacht.

### MINT
Seit 2007 wird an der Schule MINT (Mathematik/Informatik/Naturwissenschaft/Technik) als neues Fach unterrichtet. Das Fach wurde eingeführt, um den mathematisch-naturwissenschaftlichen Schwerpunkt der Schule zu erweitern, und richtet sich an Schüler mit besonderer naturwissenschaftlicher Begabung bzw. speziellem Interesse. MINT wird in den Jahrgangsstufen 5 bis 7 als Arbeitsgemeinschaft unterrichtet, ab der Jahrgangsstufe 8 ist es ein reguläres Wahlpflichtfach. Der Unterricht erfolgt durch ein Lehrerteam, d. h. verschiedene Lehrer wechseln sich quartalsweise ab und behandeln mit dem Kurs jeweils nur ein Thema. Ein besonderer Schwerpunkt liegt auf dem Einsatz außerschulischer Lernorte. So wird angestrebt, dass ab der Jahrgangsstufe 8 ca. 2/3 des Unterrichts außerhalb der Schule stattfindet. Zu diesem Zweck werden außerschulische Kooperationspartner, wie Firmen und Organisationen, in den MINT-Unterricht miteinbezogen.

## Auszeichnungen
Für ihre Arbeit im Fachbereich MINT wurde das Rhein-Gymnasium 2014 erstmals mit der Auszeichnung „MINT-freundliche Schule“ geehrt.
2019 wurde das Rhein-Gymnasium mit dem Siegel „Digitale Schule“ ausgezeichnet. 2023 wurde ihr der Titel Schule ohne Rassismus – Schule mit Courage verliehen und ist damit nun Teil des bundesweiten Netzwerkes.

## Schuleigener Ruderverein
Seit 1927 engagiert sich die Schule im Rudersport, zunächst als Rudergruppe zusammen mit einer anderen Schule in nahegelegenen Ruderverein Mülheimer Wassersport e. V., seit Mitte der 1950er Jahre in einem eigenen Verein. Zunächst engagierte man sich vorwiegend im Wanderrudern, später auch im Rennrudern. Jährlich wird regelmäßig im Frühsommer eine Wandertour entlang verschiedener Flussläufe durchgeführt, für die fünften und sechsten Klassen werden Einführungen angeboten.
Entsprechend den zunehmenden Mitgliederzahlen konnten mit Unterstützung durch den Förderverein verschiedene vereinseigene Ruderboote, sowohl für das Wanderrudern als auch für verschiedene Disziplinen des Rennruderns, beschafft werden. Derzeit sind 33 Boote verschiedener Größen im Bestand des Vereins. Rudern war seit 1972 teilweise Bestandteil des Sportunterrichts und konnte einen Teil zu den Abiturnoten beitragen.
Zwei Schülerinnen nahmen als Mitglieder des Rudervereins im Jahr 1988 an den Junioren-Weltmeisterschaften in Mailand in Italien teil und belegten dort einen dritten Platz.